# Перцовський Абрам Самійлович
Перцовський Абрам Самійлович (1897—1970) — лікар-хірург.

## Біографія
Народився в м. Городня Чернігівської області, в родині торговця. Закінчив медичний інститут.

## Діяльність
Працював лікарем. Під час Другої світової війни лікував поранених льотчиків авіаескадрильї «Нормандія-Німан», за що був відмічений нагородою Франції — Хрестом Почесного легіону.